# Lijst van spelers van FC Zaanstreek
Dit is een lijst van voetballers die minimaal één officiële wedstrijd hebben gespeeld in het eerste elftal van de Nederlandse voormalig betaaldvoetbalclub FC Zaanstreek of KFC.

## B
- Jan Baljet
- Jaap van Bergen
- Eddy Blok
- Wim Boer
- Dickie Bond
- Dick Bosschieter
- De Bruin
- Rinus de Bruin
- Tonny Bruins Slot

## C
- Ger Clement
- Cees Crok

## D
- Chris Dekker
- Cor Derks
- Ko Dijkman
- Hans van Doorneveld
- Theo van Doorneveld
- Johan Driegen
- Driehuis

## F
- Piet Fleur
- Johan Fokke

## G
- Cees Groot

## H
- Anton Haages
- Wim Hendriks
- Arie Hersche
- Nico Holstvoogd
- Van der Horst
- Wim van der Horst

## J
- Piet Jager
- Wim de Jager
- Fred Jaski

## K
- Frans Keereweer
- Paul Kerssens
- Jacques Kleef
- Jan Klein
- Martin Koeman
- Andries Kok
- Koopman
- Koster
- Jo Kruiver, 'de Diesel'
- Piet Kruiver

## L
- De Lange
- Martin de Leeuw

## M
- Jo Melchers
- Cees Molenaar
- Klaas Molenaar
- Dries Mul

## N
- Dick van Nek

## O
- Piet Ouderland

## P
- Hans Paauwe
- Ab Parrée
- Piet Poel
- Sándor Popovics

## R
- Cees Roggeveen
- Jan Roseboom
- Simon Rus

## S
- Hennie Schipper
- Jan Schilder
- Dick Schouten
- Cees Smit
- Aart Spruit
- Bruin Steur

## T
- Bob Tuijn
- Dick Twisk

## V
- Jan van Veen
- Jan Veerman
- Dick van Vlierden
- Henk van Vlierden

## W
- Walter Whitehurst
- Henk Wullems